# Pergamon-oltár

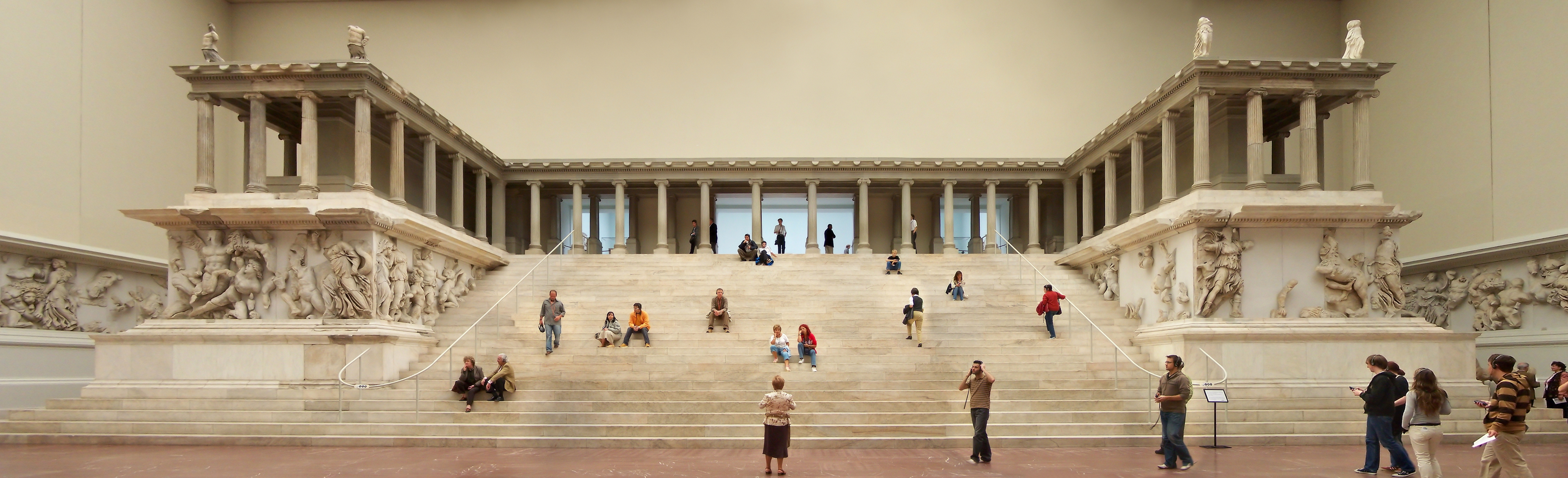
Az oltár mai állapota

A Pergamon-oltár monumentális oltár, mely II. Eumenész király uralkodása alatt, Kr. e. 2. század első felében épült Kis-Ázsiában, Pergamon város várhegyén. 
Az oltár 35,46 méter széles volt, és 33,40 méter mély, egyedül csak a lépcső ebből 20 méter. A lábazatot dombormű díszítette, amely a gigászok harcát ábrázolja a görög istenek ellen. Egy második fríz a Pergamon-oltár udvarának falain Télephosz legendáját meséli el egymást követő domborművek sorozatán keresztül. Héraklész és a tegeai király (Aleosz) lányának Augénak fia volt Télephosz, akiben a város mitikus alapítóját tisztelték.
1878-ban kezdett el hivatalosan régészeti ásatásba Carl Humann német mérnök a pergamoni várhegyen, amelyek 1886-ban zárultak le. Az akkori ásatások fő célja az volt, hogy megtalálják az oltárfrízt és felfedjék az alapot. Később újabb és újabb épületeket tártak föl a pergamoni akropoliszból. Az akkori török kormány hozzájárult ahhoz, hogy minden akkor feltárt lelet a berlini múzeumba kerüljön.
Berlinben olasz restaurátorok a frízt több ezer külön darabból újra összeillesztették. Hogy a frízeket egyben ki lehessen állítani, erre a célra a berlini Múzeum-szigeten külön múzeumot (Pergamonmuseum) hoztak létre. Az 1901-ből származó épületet 1909-ben lebontották és helyette nagyobbat építettek, amelyet 1930-ban fejeztek be. Az ott kiállított frízek, valamint a Pergamon-oltár nyugati frontjának rekonstrukciója miatt a lakosság a múzeumot Pergamon-múzeum néven emlegette. A Pergamon-oltár ma a Múzeum-sziget ókori gyűjteményének legismertebb kiállítási tárgya.